# Bisbat suburbicari de Velletri-Segni
El bisbat suburbicàri de Velletri-Segni (italià: sede suburbicaria di Velletri-Segni; llatí:  Veliterna-Signina) és una seu de l'Església catòlica, sufragània del bisbat de Roma, que pertany a la Regió eclesiàstica Laci. El 2010 tenia 127.600 batejats d'un total 135.500 habitants. Actualment està regida pel bisbe Vincenzo Apicella.

## Territori
Velletri_diocesi.png
La diòcesi comprèn els territoris dels municipis de Velletri, Segni, Artena, Colleferro, Gavignano, Lariano, Montelanico, Valmontone així com una part del territori dels municipis de Genzano i Lanuvio.
La seu episcopal és la ciutat de Velletri, on es troba la catedral de Sant Climent. A Segni hi ha la cocatedral de Santa Maria Assunta.
El territori està dividit en 27 parròquies.

## Història

### Bisbat de Velletri
Els orígens de la diòcesi de Velletri són molt antics. Segons una tradició el Papa Climent I hauria estat bisbe de Velletri en el segle i. Adeodato és el primer bisbe del qual es té esment, al segle v.
A la segona meitat del segle ix va ser incorporada a Velletri l'antiga seu de Tre Taverne, que ja s'havia unit per primera vegada pel Papa Gregori I en el 592. Cap al final del segle x també la petita diòcesi de Norma va ser unida a Velletri: d'aquí només es coneix el nom d'un sol bisbe, Giovanni, esmentat en 963.
Va ser a inicis del segle xi que els bisbes de Velletri començar a tenir el títol de cardenal.
En 1150 la seu de Velletri va ser unida pel Papa Eugeni III a la d'Òstia, després de gairebé un segle havia estat gestionada pels bisbes. Aquesta unió va durar fins al 5 de maig de 1914, quan les dues seus van ser separades pel Papa Pius X amb el motu proprio Edita a nobis.
El 1967 la diòcesi va cedir les localitats de Latina, Cisterna di Latina, Cori, Norma i Rocca Massima a la diòcesi de Terracina, va assumir contextualment el nom de Terracina-Latina.
Velletri ha donat a l'Església universal fins a 14 papes incloent Benet XVI, que va transferir el títol de Velletri-Segni al cardenal Francis Arinze.

### Bisbat de Segni
Els orígens de la diòcesi de Segni daten del segle v. El primer bisbe conegut històricament és Santolo, que va participar en el sínode romà proclamat pel Papa Gelasi el 494.
Originari de Segni ser el Papa Vitalià, que va pontificar de 657 a 672. Entre els bisbes que van donar més prestigi a la seu segnina haver sant Bru (1079-1123), recordat el 18 de juliol al martirologi romà com a bisbe i confessor. Els papes Luci III i Honori III van venir personalment a Segni, el primer per a procedir a la canonització de sant Bru (1182), i el segon a consagrar un altar dedicat a ell a la catedral (1226).
El 1173 la catedral de Segni va ser escenari d'un altre esdeveniment important en la història de l'Església Catòlica: la canonització de Sant Tomàs de Canterbury a mans del Papa Alexandre III.
En 1182 el Papa Luci III va confirmar al bisbe Pere I les possessions i privilegis de la seva església, a la vegada que definia els límits de la diòcesi amb la butlla Et ordo rationis. Tres anys després el bisbe va consagrar la nova catedral diocesana.
El seminari diocesà es va crear el 1709 pel bisbe Philip Michael Ellis, un noble anglès i capellà de l'últim rei catòlic Jaume II, dins del palau construït al segle xii com a palau apostòlic i que allotjà, per períodes curts, diversos papes, inclòs el Papa Innocenci III. L'edifici alberga l'Arxiu Innocenci III, en el qual es conserven els documents dels arxius de la Secretaria del bisbe de Segni, del capítol de la catedral, del seminari i d'algunes parròquies.

### Unió Velletri-Segni
Amb la reforma de les seus suburbicàries feta pel Papa Joan XXIII el 1962, els cardenals de Velletri van quedar-se només amb el títol de la suburbicària, mentre que el govern pastoral de la diòcesi va ser confiada a un bisbe residencial. Aquesta disposició va entrar en vigor a la mort del cardenal Clemente Micara: però fins al 1975 Velletri només va ser governada pels administradors apostòlics.
El 10 de juliol de 1975, Dante Bernini va ser nomenat bisbe de la diòcesi tant, unint així in persona episcopi les seus de Velletri i de Segni.
La unió esdevingué aeque principaliter il 20 d'octubre de 1981 sota la butlla In illius patris del Papa Joan Pau II.
Finalment, el 30 de setembre de 1986, amb el decret Instantibus votis de la Congregació per als Bisbes, les dues seus es van fusionar amb la fórmula de plena unione i la nova circumscripció eclesiàstica va prendre el seu nom actual.

## Cronologia episcopal

### Bisbes de Segni
- Santolo † (inicis de 495 ? - finals de 499)
- Giusto † (inicis de 501 - finals de 502)
- Giuliano † (citat el 551)
- Albino † (citat el 649)
- Gaudioso † (inicis de 678 - finals de 679)
- Giovanni I † (inicis de 721 - finals de 745)
- Giordano † (citat el 769)
- Adriano † (citat el 826)
- Teodoro † (vers 830 - ?)
- Boniperto † (citat el 853)
- Giovanni II † (citat el 861)
- Stefano † (inicis de 963 - finals de 984)
- Roberto † (inicis de 1015 - 1037)
- Erasmo † (1058 - finals de 1071)
- San Bruno di Segni † (1079 - 31 d'agost de[1] 1123 mort)
- Trasmondo † (1123 - 1138 nomenat bisbe de Ferentino)
- Giovanni IV † (vers 1138 - 1178)
- Pietro I † (1179 - 1207 mort)
- Anonimo (J…) † (1207 - ?)
- Bernardo, O.S.B. † (vers 1230 - ? mort)
- Bartolomeo I † (1254 - 1264)
- Giovanni V † (1264 - ?)
- Pietro II de Brunaco, O.Cist. † (23 de desembre de 1281 - 15 de maig de 1291 nomenat bisbe d'Anagni)[2]
- Giacomo I † (16 de setembre de 1290 - 1303 mort)
- Pietro III † (8 de juliol de 1303 - 1321 mort)
- Bartolomeo II, O.P. † (23 de juny de 1320 - 30 de juliol de 1333 nomenat bisbe de Comacchio)
- Arnoldo, O.P. † (30 d'octubre de 1333 - 30 de juliol de 1345 nomenat bisbe d'Aleria)
- Guglielmo Arcambaldi, O.E.S.A. † (30 de juliol de 1345 - 1346 mort)[3]
- Pietro IV † (26 de juny de 1346 - 5 de novembre de 1347 nomenat bisbe de Betlem)
- Guglielmo Ribati, O.Carm. † (7 de gener de 1348 - 22 d'octubre de 1348 nomenat bisbe de Vence)
- Michele de Mattia, O.Carm. † (5 de novembre de 1348 - ?)
- Gabriele † (? mort)
  - Sisto, O.F.M. † (24 d'abril de 1381 - ?) (antibisbe)[4]
- Tommaso † (vers 1381 - 1395 mort)
- Antonio, O.F.M. † (21 de desembre de 1395 - 18 d'agost de 1402 nomenat bisbe de San Leone)
- Nicola Corradi Pocciarelli, O.S.B. † (18 d'agost de 1402 - 14 de novembre de 1418 mort)
- Giorgio (o Gregorio) † (1418 - 1421 mort)
- Nicola Aspra † (18 de juliol de 1421 - 15 d'octubre de 1427 nomenat bisbe de Terracina)
- Gregorio Nardi † (15 d'octubre de 1427 - 1429 mort)
- Galgano Bucci † (27 de desembre de 1429 - 1429 mort)
- Giacomo Zancati † (15 de desembre de 1434 - 1435 mort)
- Giovanni VI † (1435 - ?)[5]
- Ludovico † (1436 - 1443)
- Pietro Antonio Petrucci, O.P. † (30 d'agost de 1445 - ?)
- Silvestro de Pianca † (26 de desembre de 1456 - ?)
- Panuzio de Conti † (4 de novembre de 1465 - 1481 mort)
- Lucio Fazini Maffei Fosforo † (5 de novembre de 1481 - 1503 mort)
- Vincenzo Fanzi † (29 de novembre de 1503 - 4 d'agost de 1507 nomenat bisbe de Corone)
- Ludovico da Viterbo † (27 d'agost de 1507 - d'octubre de 1507)
  - Oliviero Carafa † (27 d'octubre de 1507 - inicis de 1511) (administrador apostòlic)
- Vincenzo Fanzi † (? - 1528 mort) (per segon cop)[6]
- Lorenzo Grana † (3 de juny de 1528 - 5 de setembre de 1539 mort)
- Sebastiano Graziani † (29 d'octubre de 1539 - 19 de gener de 1541 nomenat bisbe de Trevico)
- Bernardino Callini, O.F.M. † (19 de gener de 1541 - 12 de juliol de 1549 renuncià)
- Carlo Traversari † (12 de juliol de 1549 - 15 de gener de 1552 mort)
- Ambrogio Monticoli † (18 de gener de 1552 - 11 d'octubre de 1569 mort)
- Giuseppe Panfili, O.E.S.A. † (10 de febrer de 1570 - 1581 mort)
- Giacomo Masini † (20 de novembre de 1581 - 11 d'octubre de 1602 mort)
- Antonio Guarneschi, O.F.M.Conv. † (24 de gener de 1603 - octubre de 1605 mort)
- Giovanni Ludovico Pasolini † (20 de febrer de 1606 - 1625 renuncià)
- Ludovico degli Atti † (18 d'agost de 1625 - 20 de desembre de 1631 mort)
- Ottavio Orsini † (20 de setembre de 1632 - 1640 mort)
- Francesco Romolo Mileti † (8 d'octubre de 1640 - 7 de gener de 1643 mort)
- Andrea Borgia † (13 de juliol de 1643 - 17 de juliol de 1655 mort)
- Guarnerio Guarnieri † (25 d'octubre de 1655 - 16 de febrer de 1682 nomenat bisbe de Recanati)
- Francesco Maria Giannotti † (4 de maig de 1682 - d'abril de 1699 mort)
- Orazio Minimi † (5 d'octubre de 1699 - de juliol de 1701 mort)
- Pietro Corbelli † (5 de desembre de 1701 - 24 de juny de 1708 mort)
- Philip Michael Ellis, O.S.B. † (3 d'octubre de 1708 - 16 de novembre de 1726 mort)
- Giovanni Francesco Bisleti † (9 de desembre de 1726 - 12 d'abril de 1749 renuncià)
- Federico Muschi † (21 d'abril de 1749 - 20 d'octubre de 1755 mort)
- Cesare Crescenzio de Angelis † (15 de desembre de 1755 - 10 de setembre de 1765 mort)
- Andrea Spani † (14 d'abril de 1766 - 29 de febrer de 1784 mort)
- Paolo Ciotti † (20 de setembre de 1784 - 18 o 22 d'abril de 1819 mort)
- Francesco Stracchini † (23 d'agost de 1819 - 19 de juliol de 1823 mort)
- Pietro Antonio Luciani † (24 de maig de 1824 - 9 de juny de 1841 renuncià)
- Giacomo Traversi † (12 de juliol de 1841 - 3 de juny de 1845 renuncià)
- Giovanni Pellei † (24 de novembre de 1845 - 14 de juny de 1847 nomenat bisbe d'Acquapendente)
- Ludovico Ricci † (14 de juny de 1847 - 26 de maig de 1877 mort)
- Antonio Maria Testa † (26 de maig de 1877 - 22 d'abril de 1883 mort)
- Biagio Sibilia † (9 d'agost de 1883 - 7 d'abril de 1893 mort)
- Costantino Costa, C.P. † (12 de juny de 1893 - 15 de setembre de 1897 mort)
- Pancrazio Giorgi † (11 de febrer de 1898 - 30 de març de 1915 mort)
- Angelo Maria Filippo Sinibaldi † (16 d'abril de 1915 - 20 d'abril de 1928 mort)
- Alfonso Marie de Sanctis † (30 de juny de 1928 - 10 d'agost de 1933 nomenat bisbe de Todi)
- Fulvio Tessaroli † (1 de desembre de 1933 - 11 de novembre de 1952 jubilat)
- Pietro Severi † (8 de gener de 1953 - 31 de juliol de 1957 nomenat bisbe titular de Pèrgam)
- Luigi Maria Carli † (31 de juliol de 1957 - 26 de gener de 1973 nomenat arquebisbe de Gaeta)
- Dante Bernini † (10 de juliol de 1975 - 20 d'octubre de 1981 nomenat bisbe de Velletri i Segni)

### Bisbes i Cardenals Bisbes de Velletri
- Deodato o Adeodato † (citat el 465)
- Celio Bonifacio † (inicis de 487 - finals de 499)
- Silvano † (inicis de 501 - finals de 502)
  - Sede vacante
- Giovanni I † (inicis de 592 - finals de 595)
- Potentino o Potenzio † (citat el 649)
- Placentino † (inicis de 680 - finals de 685)
- Giovanni II † (citat el 721)
- Grazioso o Grosso † (citat el 743)
- Graziano † (citat el 761)
- Cidonato † (citat el 769)
- Teodoro † (citat el 780)
- Gregorio † (citat el 826)
- Giovanni III † (citat el 853)
- Gauderico † (inicis del 865 - finals de 879 renuncià)
- Giovanni IV † (inicis del 896 - finals de 898)
- Leone I † (inicis de 946 - finals de 963)
- Teobaldo I † (inicis de 997 - finals de 1030)
- Leone II † (citat el 1036)
- Teofilatto dei Conti di Tuscolo † (citat el 1041)
- Amato † (inicis de 1044 - 1050)
- Giovanni V (Mincio dels Contes de Tuscolo) † (1050 - 4 d'abril de 1058 elegit antipapa amb el nom de Benet X)

### Cardenals Bisbes d'Òstia amb jurisdicció sobre Velletri
- Sant Pier Damiani,[7] O.S.B.Cam. † (Abril de 1060 - vers 1066 renuncià)[8]
- San Geraldo, O.S.B.Clun. † (1067 - 6 de desembre de 1077 mort)
- Beat Oddone I de Lagery, O.S.B.Clun. † (1078 - 8 de març de 1088 elegit papa amb el nom d'Urbà II)
- Oddone II di Lagery, O.S.B.Clun. † (1088 - 1101 mort)
- Leone dei conti di Marsi, O.S.B. † (1101 - 22 de març de 1116 mort)
- Lamberto Scannabecchi, Can.Reg.Vienne † (1117 - 15 de desembre de 1124 elegit papa amb el nom d'Honori II)
- Vitale Giovanni, O.S.B.Cam. † (desembre de 1125 - 1133 mort)
- Drogon (o Drogone, o Dracon), O.S.B. † (1134 - 1138 mort)
- Alberico di Beauvais, O.S.B.Clun. † (1138 - finals de 14 de maig de 1148 mort)
- Guido † (1148 o 1149 - 30 de gener de 1150 mort)

### Cardenals Bisbes de Velletri i Ostia
- Hughes, O.Cist. † (1150 - 1 de desembre de 1158 mort)
- Ubaldo Allucingoli, O.Cist. † (de desembre de 1158 - 1 de setembre de 1181 elegit papa amb el nom de Luci III)
- Thibaud, O.S.B.Clun. † (1183 - 4 de novembre de 1188 mort)
- Ottaviano Poli dei conti di Segni † (22 de febrer de o 31 de març de 1189 - 5 d'abril de 1206 mort)
- Ugolino dei Conti di Segni † (1206 - 19 de març de 1227 elegit papa amb el nom de Gregori IX)
- Rinaldo dei Conti di Segni † (5 de setembre de 1231 o 21 d'octubre de 1232 - 12 de desembre de 1254 elegit papa amb el nom d'Alexandre IV)
- Enrico Bartolomei di Susa † (22 de maig de 1262 - 25 d'octubre de o 6 de novembre de 1271 mort)
- Pierre de Tarentaise, O.P. † (3 de juny de 1273 - 21 de gener de 1276 elegit papa amb el nom d'Innocenci V)
- Latino Malabranca Orsini, O.P. † (12 de març de 1278 - 19 de juliol de o 10 d'agost de 1294 mort)
- Hugues Aycelin de Billom, O.P. † (d'agost de 1294 - 30 de desembre de 1297 mort)
  - Leonardo Patrasso † (25 de febrer de 1298 - de febrer de 1299 renuncià) (administrador apostòlic)
- Niccolò Boccasini, O.P. † (2 de març de 1300 - 22 d'octubre de 1303 elegit papa amb el nom de Benet XI)
- Niccolò Alberti, O.P. † (18 de desembre de 1303 - 1 d'abril de 1321 mort)
- Regnaud de la Porte † (1321 - de juliol de o d'agost de 1325 mort)
- Bertrand du Pouget † (18 de desembre de 1327 - 3 de febrer de 1352 mort)
- Etienne Aubert † (13 de febrer de 1352 - 18 de desembre de 1352 elegit papa amb el nom d'Innocenci VI)
- Pierre Bertrand † (1353 - 13 de juliol de 1361 mort)
- Andouin Aubert † (1361 - 10 de maig de 1363 mort)
- Élias de Saint-Yrieux, O.S.B. † (1363 - 10 de maig de 1367 mort)
- Guillaume de la Sudrie, O.P. † (17 de setembre de 1367 - 28 de setembre de 1373 mort)
- Pierre d'Estaing, O.S.B. † (1373 - 18 o 25 de novembre de 1377 mort)
  - Bertrand Lagier, O.F.M. † (d'abril de 1378 - 8 o 18 de novembre de 1392 mort) (pseudocardenal del l'antipapa Climent VII)[9]
- Philippe d'Alençon † (1388 - 16 d'agost de 1397 mort)
  - Jean de Rochechouart † (de desembre de 1392 - 4 d'octubre de 1398 mort) (pseudocardenal de l'antipapa Climent VII)
- Angelo Acciaiuoli † (29 d'agost de 1397 - 31 de maig de 1408 mort)
  - Jean Franczon Allarmet de Brogny † (13 de juny de 1405 - 1415) (pseudocardenal dels antipapes Climent VII, Alexandre V i Joan XXIII)
- Jean Franczon Allarmet de Brogny † (1415 - 16 de febrer de 1426 mort) (com cardenal del Martí V)
  - Julián Lobera y Valtierra † (1409 ? - 16 d'agost de 1429 renuncià) (pseudocardenal de l'antipapa Benet XIII)
- Antonio Correr, C.R.S.G.A. † (14 de març de 1431 - 19 de gener de 1445 mort)
- Juan de Cervantes † (27 de març de 1447 - 25 de novembre de 1453 mort)
- Giorgio Fieschi † (28 d'abril de 1455 - 11 d'octubre de 1461 mort)
- Guillaume d'Estouteville, O.S.B.Clun. † (26 d'octubre de 1461 - 22 de gener de 1483 mort)
- Giuliano della Rovere † (31 de gener de 1483 - 1 de novembre de 1503 elegit papa amb el nom de Juli II)
- Oliviero Carafa † (29 de novembre de 1503 - 20 de gener de 1511 mort)
- Raffaele Riario Sansoni † (20 de gener de 1511 - 9 de juliol de 1521 mort)
- Bernardino López de Carvajal y Sande † (24 de juliol de 1521 - 16 de desembre de 1523 mort)
- Francesco Soderini † (18 de desembre de 1523 - 17 de maig de 1524 mort)
- Niccolò Fieschi † (20 de maig de 1524 - 15 de juny de 1524 mort)
- Alessandro Farnese † (15 de juny de 1524 - 13 d'octubre de 1534 elegit papa amb el nom de Pau III)
- Giovanni Piccolomini † (26 de febrer de 1535 - 21 de novembre de 1537 mort)
- Giovanni Domenico de Cupis † (28 de novembre de 1537 - 10 de desembre de 1553 mort)
- Gian Pietro Carafa † (11 de desembre de 1553 - 23 de maig de 1555 elegit papa amb el nom de Pau IV)
- Jean du Bellay † (29 de maig de 1555 - 16 de febrer de 1560 mort)
- François de Tournon † (13 de març de 1560 - 22 d'abril de 1562 mort)
- Rodolfo Pio de Carpi † (18 de maig de 1562 - 2 de maig de 1564 mort)
- Francesco Pisani † (12 de maig de 1564 - 28 de juny de 1570 mort)
- Giovanni Girolamo Morone † (3 de juliol de 1570 - 1 de desembre de 1580 mort)
- Alessandro Farnese il giovane † (5 de desembre de 1580 - 2 de març de 1589 mort)
- Giovanni Antonio Serbelloni † (2 de març de 1589 - 18 de març de 1591 mort)
- Alfonso Gesualdo † (20 de març de 1591 - 14 de febrer de 1603 mort)
- Tolomeo Gallio † (19 de febrer de 1603 - 3 de febrer de 1607 mort)
- Domenico Pinelli † (7 de febrer de 1607 - 9 d'agost de 1611 mort)
- François de Joyeuse † (17 d'agost de 1611 - 23 d'agost de 1615 mort)
- Antonio Maria Galli † (16 de setembre de 1615 - 30 de març de 1620 mort)
- Antonio Maria Sauli † (6 d'abril de 1620 - 24 d'agost de 1623 mort)
- Francesco Maria Bourbon del Monte † (27 de setembre de 1623 - 27 d'agost de 1626 mort)
- Ottavio Bandini † (7 de setembre de 1626 - 1 d'agost de 1629 mort)
- Giovanni Battista Deti † (20 d'agost de 1629 - 13 de juliol de 1630 mort)
- Domenico Ginnasi † (15 de juliol de 1630 - 12 de març de 1639 mort)
- Carlo Emmanuele Pio di Savoia seniore † (28 de març de 1639 - 1 de juny de 1641 mort)
- Marcello Lante della Rovere † (1 de juliol de 1641 - 19 d'abril de 1652 mort)
- Giulio Roma † (29 d'abril de 1652 - 16 de setembre de 1652 mort)
- Carlo de Medici † (23 de setembre de 1652 - 17 de juny de 1666 mort)
- Francesco Barberini el gran † (11 d'octubre de 1666 - 10 de desembre de 1679 mort)
- Cesare Facchinetti † (8 de gener de 1680 - 30 de gener de 1683 mort)
- Niccolò Albergati-Ludovisi † (15 de febrer de 1683 - 9 d'agost de 1687 mort)
- Alderano Cybo-Malaspina † (10 de novembre de 1687 - 22 de juliol de 1700 mort)
- Emmanuel Théodose de la Tour d'Auvergne de Bouillon † (15 de desembre de 1700 - 2 de març de 1715 mort)
- Niccolò Acciaiuoli † (18 de març de 1715 - 23 de febrer de 1719 mort)
- Fulvio Astalli † (26 d'abril de 1719 - 14 de gener de 1721 mort)
- Sebastiano Antonio Tanara † (3 de març de 1721 - 5 de maig de 1724 mort)
- Francesco del Giudice † (12 de juny de 1724 - 10 d'octubre de 1725 mort)
- Fabrizio Paolucci † (19 de novembre de 1725 - 12 de juny de 1726 mort)
- Francesco Barberini iuniore † (1 de juliol de 1726 - 17 d'agost de 1738 mort)
- Pietro Ottoboni † (3 de setembre de 1738 - 29 de febrer de 1740 mort)
- Tommaso Ruffo † (29 d'agost de 1740 - 16 de febrer de 1753 mort)
- Pier Luigi Carafa † (9 d'abril de 1753 - 15 de desembre de 1755 mort)
- Raniero d'Elci † (12 de gener de 1756 - 22 de juny de 1761 mort)
- Giuseppe Spinelli † (13 de juliol de 1761 - 12 d'abril de 1763 mort)
- Carlo Alberto Guidobono Cavalchini † (16 de maig de 1763 - 7 de març de 1774 mort)
- Fabrizio Serbelloni † (18 d'abril de 1774 - 7 de desembre de 1775 mort)
- Gian Francesco Albani † (18 de desembre de 1775 - 15 de setembre de 1803 mort)
- Henry Benedict Mary Clement Stuart of York † (26 de setembre de 1803 - 13 de juliol de 1807 mort)
- Leonardo Antonelli † (3 d'agost de 1807 - 23 de gener de 1811 mort)
- Alessandro Mattei † (26 de setembre de 1814 - 20 d'abril de 1820 mort)
- Giulio Maria della Somaglia † (29 de maig de 1820 - 2 d'abril de 1830 mort)
- Bartolomeo Pacca † (5 de juliol de 1830 - 19 d'abril de 1844 mort)
- Ludovico Micara, O.F.M.Cap. † (17 de juny de 1844 - 24 de maig de 1847 mort)
- Vincenzo Macchi † (11 de juny de 1847 - 30 de setembre de 1860 mort)
- Mario Mattei † (17 de desembre de 1860 - 7 d'octubre de 1870 mort)
- Costantino Patrizi Naro † (8 d'octubre de 1870 - 17 de desembre de 1876 mort)
- Luigi Amat di San Filippo e Sorso † (12 de març de 1877 - 30 de març de 1878 mort)
- Camillo Di Pietro † (15 de juliol de 1878 - 6 de març de 1884 mort)
- Carlo Sacconi † (24 de març de 1884 - 25 de febrer de 1889 mort)
- Raffaele Monaco La Valletta † (24 de maig de 1889 - 14 de juliol de 1896 mort)
- Luigi Oreglia di Santo Stefano † (30 de novembre de 1896 - 7 de desembre de 1913 mort)

### Cardenals Bisbes de Velletri
- Diomede Angelo Raffaele Gennaro Falconio, O.F.M.Ref. † (25 de maig de 1914 - 8 de febrer de 1917 mort)
- Basilio Pompilj (22 de març de 1917 - 5 de maig de 1931 mort)
- Bonaventura Cerretti † (13 de març de 1933 - 8 de maig de 1933 mort)
- Enrico Gasparri † (16 d'octubre de 1933 - 20 de maig de 1946 mort)
- Clemente Micara † (13 de juny de 1946 - 11 de març de 1965 mort)

### Cardenals bisbes amb el títol de Velletri
- Fernando Cento † (23 d'abril de 1965 - 13 de gener de 1973 mort)
- Ildebrando Antoniutti † (13 de setembre de 1973 - 1 d'agost de 1974 mort)

### Cardenals bisbes amb el títol de Velletri-Segni
- Sebastiano Baggio † (12 de setembre de 1974 - 21 de març de 1993 mort)[10]
- Joseph Ratzinger (5 d'abril de 1993 - 19 d'abril de 2005 elegit papa amb el nom de Benet XVI)
- Francis Arinze, des del 25 d'abril de 2005

### Bisbes de Velletri, després de Velletri i Segni, finalment de Velletri-Segni
- Arrigo Pintonello † (1 de maig de 1965 - 12 de setembre de 1967 nomenat arquebisbe, a títol personal, de Terracina-Latina, Priverno e Sezze) (administrador apostòlic)
- Luigi Punzolo † (2 d'octubre de 1967 - 24 de maig de 1975 renuncià) (administrador apostòlic)

- Dante Bernini (10 de juliol de 1975 - 8 d'abril de 1982 nomenat bisbe d'Albano)
- Martino Gomiero † (5 de juny de 1982 - 7 de maig de 1988 nomenat bisbe d'Adria-Rovigo)
- Andrea Maria Erba, B. (19 de desembre de 1988 - 28 de gener de 2006 jubilat)
- Vincenzo Apicella, des del 28 de gener de 2006

## Estadístiques
A finals del 2010, la diòcesi tenia 127.600 batejats sobre una població de 135.500 persones, equivalent 94,2% del total.
| any                                | població | població | població | sacerdots | sacerdots       | sacerdots       | sacerdots             | diaques | religiosos | religiosos | parroquies |
| ---------------------------------- | -------- | -------- | -------- | --------- | --------------- | --------------- | --------------------- | ------- | ---------- | ---------- | ---------- |
| any                                | batejats | total    | %        | total     | clergat secular | clergat regular | batejats por sacerdot | diaques | homes      | dones      |            |
| seu suburbicària de Velletri       |          |          |          |           |                 |                 |                       |         |            |            |            |
| 1949                               | 86.000   | 87.000   | 98,9     | 63        | 45              | 18              | 1.365                 |         | 23         | 24         | 27         |
| 1970                               | 52.700   | 53.000   | 99,4     | 51        | 24              | 27              | 1.033                 |         | 56         | 107        | 7          |
| 1980                               | 55.000   | 56.200   | 97,9     | 51        | 24              | 27              | 1.078                 |         | 52         | 102        | 9          |
| diòcesi de Segni                   |          |          |          |           |                 |                 |                       |         |            |            |            |
| 1950                               | 35.500   | 36.000   | 98,6     | 53        | 40              | 13              | 669                   |         | 16         | 74         | 14         |
| 1970                               | 47.000   | 47.588   | 98,8     | 44        | 24              | 20              | 1.068                 |         | 23         | 136        | 19         |
| 1978                               | 50.035   | 50.170   | 99,7     | 37        | 21              | 16              | 1.352                 |         | 18         | 101        | 16         |
| seu suburbicària de Velletri-Segni |          |          |          |           |                 |                 |                       |         |            |            |            |
| 1990                               | 104.000  | 105.000  | 99,0     | 71        | 46              | 25              | 1.464                 | 4       | 46         | 198        | 27         |
| 1999                               | 117.300  | 118.200  | 99,2     | 83        | 53              | 30              | 1.413                 | 9       | 40         | 120        | 27         |
| 2000                               | 119.100  | 120.170  | 99,1     | 80        | 47              | 33              | 1.488                 | 10      | 45         | 122        | 27         |
| 2001                               | 118.000  | 120.894  | 97,6     | 81        | 51              | 30              | 1.456                 | 11      | 47         | 238        | 27         |
| 2002                               | 118.000  | 121.674  | 97,0     | 116       | 82              | 34              | 1.017                 | 11      | 54         | 225        | 27         |
| 2003                               | 115.800  | 118.500  | 97,7     | 85        | 57              | 28              | 1.362                 | 11      | 39         | 218        | 27         |
| 2004                               | 119.690  | 122.690  | 97,6     | 96        | 66              | 30              | 1.246                 | 12      | 44         | 226        | 27         |
| 2010                               | 127.600  | 135.500  | 94,2     | 79        | 39              | 40              | 1.615                 | 11      | 47         | 165        | 27         |

### Per la seu de Velletri
- Francesco Lanzoni, Le diocesi d'Italia dalle origini al principio del secolo VII (an. 604), vol. I, Faenza 1927, pp. 145–147 (italià)
- Giuseppe Cappelletti, Le chiese d'Italia dalla loro origine sino ai nostri giorni, Venècia 1844, vol. I, pp. 454–487 (italià)
- Biografies dels cardenals[Enllaç no actiu] a www.fiu.edu/~mirandas/ (anglès)

### Per la seu de Segni
- Francesco Lanzoni, Le diocesi d'Italia dalle origini al principio del secolo VII (an. 604), vol. I, Faenza 1927, pp. 165–166 (italià)
- Giuseppe Cappelletti, Le Chiese d'Italia dalla loro origine sino ai nostri giorni, vol. VI, Venècia 1847, pp. 615–640 (italià)
- Alessandro Atti, Biografia de monsenyor Pietro Antonio Luciani, Roma 1857, p. 21 (italià)
- Pius Bonifacius Gams, Series episcoporum Ecclesiae Catholicae, Leipzig 1931, pp. 725–726 (llatí)
- Konrad Eubel, Hierarchia Catholica Medii Aevi, vol. 1 Arxivat 2019-07-09 a Wayback Machine., p. 451; vol. 2 Arxivat 2018-10-04 a Wayback Machine., p. 237; vol. 3 Arxivat 2019-03-21 a Wayback Machine., p. 300; vol. 4 Arxivat 2018-10-04 a Wayback Machine., p. 315; vol. 5, p. 357; vol. 6, p. 380 (llatí)